# Ризици глобалних катастрофа (књига)
Ризици глобалних катастрофа (енгл. Global Catastrophic Risks) је стручна књига из области екологије коју су приредили Ник Бостром (енгл. Nick Bostrom) и Милан М. Ћирковић, објављена 2008. године. Српско издање објавила је издавачка кућа Хеликс из Смедерева 2011. године у преводу Љубомира Златановића и Ане Јешић.

## О ауторима
- Ник Бостром (1973) је професор на Универзитету Оксфорд. Оснивач је Института за будућност човечанства, мултидисциплинарног истраживачког центра који окупља изузетне математичаре, филозофе и научнике да размишљају о глобалним приоритетима и великим питањима за човечанство. Руководи Стратешким истраживачким центром за истраживање уметности. Аутор је око 200 публикација, а његове књиге преведене су на 24 језика. Дипломирао је вештачку интелигенцију, филозофију, математику и логику, а затим магистрирао филозофију, физику и рачунарску неуронауку. Године 2000. добио је докторат из филозофије на London School of Economics.[3]
- Милан М. Ћирковић (1971) је научни саветник Астрономске опсерваторије у Београду и истраживачки сарадник Института за будућност човечанства при Филозофском факултету Оксфордског универзитета (Велика Британија). Члан је Центра за биоетичке студије у Београду. Магистрирао је из гео-наука 1995. године на Државном универзитету Њујорка у Стони Бруку (САД), докторирао из физике 2000. године на истом универзитету. До сада је објавио 3 монографије и око 200 научних, стручних и прегледних радова у истраживачким часописима и зборницима, као и преко 100 популарно-научних и новинских текстова. Превео више научно-популарних књига.[4]

## О књизи
Катастрофални ризик на глобалном нивоу је ризик са потенцијалом да изазове уништење на светском нивоу. Током људске историје ратови и пошасти су то чинили више пута, као и погрешне идеологије и тоталитарни режим, а апредак технологије је донео опасности нове врсте, које би могло изазвати ново уништење.
У књизи Ризици глобалних катастрофа 25 водећих стручњака разматра највеће ризике са којима се човечанство суочава у 21. веку, укључујући ударе астероида, експлозије гама зрака, природне катастрофе на Земљи, нуклеарни рат, тероризам, глобално загревање, биолошко оружје, тоталитаризам, напредну нанотехнологију, општа вештачка интелигенција и друштвени колапс. Књига се бави и свеобухватним питањима, политичким одговорима и методама за предвиђање и управљање катастрофама.
Мартин Џ. Риз у Предговору пише како је још 1903. године Херберт Џ. Велс одржао предавање на Краљевском институту у Лондону, истичући ризик глобалне катастрофе: „Немогуће је, доказати да извесне ствари неће у потпуности уништити људску расу и окончати њену причу; да ноћ неће убрзо пасти и све наше снове и напоре учинити узалудним... нешто из свемира, нека зараза, или неко велико обољење атмосфере, некипратећи кометарни отрови, неко велико изливање испарења из унутрашњости земље, или нове животиње које ће се хранити нама, или нека дрога, или разорно лудило у људском уму.“ Сам Велс је доживео да чује о Хирошими и Нагасакију. И данас нам прети нова нуклеарна катастрофа. Даље, иновације су покренуле економски напредак - информациона технологија, биотехнологија и нанотехнологија, али напетости између доброћудних и штетних утицаја нових технологија, и претње које поставља моћ науке, су реалне. Један тип претње долази од стране колективне људске делатности; ми уништавамо природне ресурсе, мењамо климу, пустошимо биосферу и многе врсте доводимо до истребљења. Друштво се данас суочава и са другим претњама осим климатске промене. Најзанчајнија је можда претња по биолошку разноликост. Стопа изумирања врста је хиљаду пута виша од нормалне, и још расте. Даље говори о новим техникама синтетичке биологије које би могле допустити јефтино синтетисање смртоносног биолошког наоружања, намерно или чак грешком. У данањем умреженом свету утицај било какве неконтролисане катастрофе брзо може постати глобални, као и о томе како технолошки развој са собом доноси и ризике.
Милан М. Ћирковић  у тексту Уз српско издање говори о проблемима којима је посвећена ова књига, тј. да су они глобални и утичу подједнако на Србију као и на билокоју другу средину.